# Семенівка (притока Дністра)
Семенівка, Берестки (пол. Semenówka) — гірська річка в Україні, у Городенківському районі Івано-Франківської області у Галичині, у гірському масиві Ґорґани. Права притока Дністра, (басейн Чорного моря).

## Опис
Довжина річки 16 км, ухил річки 9,5 м/км, площа басейну водозбору 73,5 км², найкоротша відстань між витоком і гирлом — 10,17 км, коефіцієнт звивистості річки — 1,57. Формується притоками, багатьма безіменними струмками та загатами. 

## Розташування
Бере початок на південно-західній стороні від безіменної гори (357,4 м) та на північно-західній стороні від села Рашків. Тече переважно на північний захід через Олієво-Корнів, Олієво-Королівку, поміж горами Печерою (332,0 м) та Острівом (326,8 м), через Семенівку, Раковець і на північно-західній стороні від села Корнів впадає в річку Дністер.

## Цікавий факт
- У XIX столітті у верхів'ї річки був водяний млин[6]. Понад річкою стояло багато фігурних хрестів, а в селах були православні церкви[2].
- Біля селі Олієво-Королівка на лівому березі річки на відстані 1,08 км проходить автошлях Р20[4].